# Fly from Here Tour
Die Fly from Here Tour war eine weltweite Konzerttournee der britischen Progressive-Rock-Band Yes, auf der sie ihr 2011 veröffentlichtes und namensgebendes Studioalbum Fly from Here vorstellte. Damit war es die erste Tournee der Band seit 2001, die ein neues Album bewarb.

## Hintergrund
Yes starteten ihre Fly from Here Tour am 4. Juli 2011 in Camden (New Jersey) und beendeten sie am 21. August 2012 in Mexiko-Stadt. Dabei absolvierte die Gruppe insgesamt 90 Auftritte. Neben Nordamerika und Europa betourten Yes erstmals seit 2003 auch wieder Australien, Neuseeland und Asien.
Nach dem Album Fly from Here markierte die dazugehörige Tournee ebenfalls die Rückkehr des Keyboarders Geoff Downes in die Band, der zuletzt 1980 als Mitglied von Yes getourt war. Zudem fand eine kurze Reunion mit dem 1995 ausgestiegenen ehemaligen Yes-Gitarristen Trevor Rabin statt, der beim Auftritt der Gruppe am 2. August 2011 in Los Angeles als Gast auf die Bühne kam und die Musiker bei Owner of a Lonely Heart begleitete.
Überschattet wurde die Tournee von einer akuten Stimmbandreizung des Sängers Benoît David, die bei ihm während des Konzertabschnitts durch Europa große Stimmprobleme verursachte. Dies hatte zur Folge, dass die letzten drei Auftritte in Finnland, Estland und Russland abgesagt werden mussten und David im Februar 2012 durch den ehemaligen Glass-Hammer-Sänger Jon Davison (den der damalige Foo-Fighters-Schlagzeuger Taylor Hawkins seinem Freund und Kollegen Chris Squire empfohlen hatte) ersetzt wurde.
Das Vorprogramm wurde bei vereinzelten Konzerten durch die Bands Styx und Procol Harum bestritten.

## Setlist

### Beispiel-Setlist
- Intro (The Young Person’s Guide to the Orchestra)
- Yours Is No Disgrace
- Tempus Fugit
- I’ve Seen All Good People
- Life on a Film Set
- And You and I
- Solitaire
- Cactus Boogie
- Clap
- Fly from Here – Overture
- Fly from Here, Part 1 – We Can Fly
- Fly from Here, Part 2 – Sad Night at the Airfield
- Fly from Here, Part 3 – Madman at the Screens
- Fly from Here, Part 4 – Bumpy Ride
- Fly from Here, Part 5 – We Can Fly (Reprise)
- Wonderous Stories
- Into the Storm
- Heart of the Sunrise
- Machine Messiah
- Owner of a Lonely Heart
- Starship Trooper
- Roundabout

## Tourdaten
| Nr.                                   | Datum               | Stadt               | Land                | Veranstaltungsort                  | Anmerkungen                  |
| Leg 1 – Nordamerika                   | Leg 1 – Nordamerika | Leg 1 – Nordamerika | Leg 1 – Nordamerika | Leg 1 – Nordamerika                | Leg 1 – Nordamerika          |
| ------------------------------------- | ------------------- | ------------------- | ------------------- | ---------------------------------- | ---------------------------- |
| 1                                     | 4. Juli 2011        | Camden              | Vereinigte Staaten  | Susquehanna Bank Center            |                              |
| 2                                     | 5. Juli 2011        | Holmdel             | Vereinigte Staaten  | PNC Bank Arts Center               |                              |
| 3                                     | 7. Juli 2011        | Canadaigua          | Vereinigte Staaten  | CMAC Performing Arts Center        |                              |
| 4                                     | 8. Juli 2011        | Ledyard             | Vereinigte Staaten  | MGM Grand at Foxwoods              |                              |
| 5                                     | 9. Juli 2011        | Gilford             | Vereinigte Staaten  | Meadowbrook U.S. Cellular Pavilion |                              |
| 6                                     | 11. Juli 2011       | Wantagh             | Vereinigte Staaten  | Jones Beach Theater                |                              |
| 7                                     | 12. Juli 2011       | Bethel              | Vereinigte Staaten  | Bethel Woods Center for the Arts   |                              |
| 8                                     | 14. Juli 2011       | Alpharetta          | Vereinigte Staaten  | Verizon Wireless Amphitheatre      |                              |
| 9                                     | 15. Juli 2011       | Orange Beach        | Vereinigte Staaten  | Amphitheater at the Wharf          |                              |
| 10                                    | 16. Juli 2011       | Nashville           | Vereinigte Staaten  | Woods Amphitheater at Fontanel     |                              |
| 11                                    | 18. Juli 2011       | Kansas City         | Vereinigte Staaten  | Starlight Theatre                  |                              |
| 12                                    | 19. Juli 2011       | Noblesville         | Vereinigte Staaten  | Verizon Wireless Music Center      |                              |
| 13                                    | 20. Juli 2011       | Clarkston           | Vereinigte Staaten  | DTE Energy Music Theatre           |                              |
| 14                                    | 22. Juli 2011       | Thackerville        | Vereinigte Staaten  | WinStar World Casino               |                              |
| 15                                    | 23. Juli 2011       | Oklahoma City       | Vereinigte Staaten  | Zoo Amphitheatre                   |                              |
| 16                                    | 24. Juli 2011       | Maryland Heights    | Vereinigte Staaten  | Verizon Wireless Amphitheater      |                              |
| 17                                    | 26. Juli 2011       | Morrison            | Vereinigte Staaten  | Red Rocks Amphitheatre             |                              |
| 18                                    | 28. Juli 2011       | Boise               | Vereinigte Staaten  | Eagle River Pavilion               |                              |
| 19                                    | 29. Juli 2011       | Redmond             | Vereinigte Staaten  | Chateau Ste. Michelle Winery       |                              |
| 20                                    | 30. Juli 2011       | Goldendale          | Vereinigte Staaten  | Maryhill Winery                    |                              |
| 21                                    | 2. August 2011      | Los Angeles         | Vereinigte Staaten  | Greek Theatre                      |                              |
| 22                                    | 3. August 2011      | Mountain View       | Vereinigte Staaten  | Shoreline Amphitheatre             |                              |
| 23                                    | 4. August 2011      | San Diego           | Vereinigte Staaten  | Humphrey’s Concerts by the Bay     |                              |
| Leg 2 – Europa                        |                     |                     |                     |                                    |                              |
| 24                                    | 3. November 2011    | Lissabon            | Portugal            | Coliseu dos Recreios               |                              |
| 25                                    | 4. November 2011    | Madrid              | Spanien             | La Riviera                         |                              |
| 26                                    | 5. November 2011    | Barcelona           | Spanien             | Sant Jordi Club                    |                              |
| 27                                    | 8. November 2011    | Cambridge           | England             | Corn Exchange                      |                              |
| 28                                    | 9. November 2011    | Sheffield           | England             | City Hall                          |                              |
| 29                                    | 11. November 2011   | Birmingham          | England             | Symphony Hall                      |                              |
| 30                                    | 12. November 2011   | Glasgow             | Schottland          | Clyde Auditorium                   |                              |
| 31                                    | 13. November 2011   | Manchester          | England             | O2 Apollo Manchester               |                              |
| 32                                    | 15. November 2011   | Brighton            | England             | The Dome                           |                              |
| 33                                    | 16. November 2011   | Bristol             | England             | Colston Hall                       |                              |
| 34                                    | 17. November 2011   | London              | England             | HMV Hammersmith Apollo             |                              |
| 35                                    | 19. November 2011   | Paris               | Frankreich          | Olympia                            |                              |
| 36                                    | 20. November 2011   | Brüssel             | Belgien             | Ancienne Belgique                  |                              |
| 37                                    | 21. November 2011   | Nijmegen            | Niederlande         | Concertgebouw de Vereeniging       |                              |
| 38                                    | 23. November 2011   | Zürich              | Schweiz             | Volkshaus                          |                              |
| 39                                    | 24. November 2011   | Mailand             | Italien             | Teatro Smeraldo                    |                              |
| 40                                    | 25. November 2011   | Triest              | Italien             | Palasport di Chiarbola             |                              |
| 41                                    | 27. November 2011   | Wien                | Osterreich          | Konzerthaus                        |                              |
| 42                                    | 29. November 2011   | Dresden             | Deutschland         | Kulturpalast                       |                              |
| 43                                    | 30. November 2011   | Stuttgart           | Deutschland         | Liederhalle                        |                              |
| xx                                    | 1. Dezember 2011    | Oberhausen          | Deutschland         | König-Pilsener-Arena               |                              |
| 44                                    | 2. Dezember 2011    | Nürnberg            | Deutschland         | Meistersingerhalle                 |                              |
| 45                                    | 3. Dezember 2011    | München             | Deutschland         | TonHalle                           |                              |
| 46                                    | 4. Dezember 2011    | Bielefeld           | Deutschland         | Ringlokschuppen                    |                              |
| 47                                    | 6. Dezember 2011    | Kopenhagen          | Danemark            | Amager Bio                         |                              |
| 48                                    | 7. Dezember 2011    | Oslo                | Norwegen            | Sentrum Scene                      |                              |
| 49                                    | 9. Dezember 2011    | Solna               | Schweden            | Solnahallen                        | letzte Show mit Benoît David |
| xx                                    | 11. Dezember 2011   | Helsinki            | Finnland            | The Circus                         |                              |
| xx                                    | 12. Dezember 2011   | Tallinn             | Estland             | Nokia Kontserdimaja                |                              |
| xx                                    | 15. Dezember 2011   | Krasnogorsk         | Russland            | Crocus City Hall                   |                              |
| Leg 3 – Australasien/Pazifischer Rand |                     |                     |                     |                                    |                              |
| 50                                    | 1. April 2012       | Auckland            | Neuseeland          | Vector Arena                       | erste Show mit Jon Davison   |
| 51                                    | 5. April 2012       | Perth               | Australien          | Riverside Theatre                  |                              |
| 52                                    | 9. April 2012       | Byron Bay           | Australien          | Tyagarah Tea Tree Farm             | Byron Bay Bluesfest          |
| 53                                    | 11. April 2012      | Melbourne           | Australien          | Palais Theatre                     |                              |
| 54                                    | 13. April 2012      | Sydney              | Australien          | State Theatre                      |                              |
| 55                                    | 17. April 2012      | Tokio               | Japan               | Nippon Seinenkan                   |                              |
| 56                                    | 18. April 2012      | Tokio               | Japan               | Shibuya Kōkaidō                    |                              |
| 57                                    | 19. April 2012      | Tokio               | Japan               | Shibuya Kōkaidō                    |                              |
| 58                                    | 21. April 2012      | Amagasaki           | Japan               | Amashin Archaic Hall               |                              |
| 59                                    | 24. April 2012      | Jakarta             | Indonesien          | Ritz Carlton Ballroom              |                              |
| 60                                    | 27. April 2012      | Honolulu            | Vereinigte Staaten  | Neal S. Blaisdell Concert Hall     |                              |
| 61                                    | 29. April 2012      | Kahului             | Vereinigte Staaten  | Maui Arts and Cultural Center      |                              |
| Leg 4 – Nordamerika                   |                     |                     |                     |                                    |                              |
| 62                                    | 10. Juli 2012       | Rama                | Kanada              | Casino Rama Entertainment Centre   |                              |
| 63                                    | 13. Juli 2012       | Atlantic City       | Vereinigte Staaten  | Tropicana Casino and Resort        |                              |
| 64                                    | 14. Juli 2012       | Westbury            | Vereinigte Staaten  | NYCB Theatre at Westbury           |                              |
| 65                                    | 15. Juli 2012       | Englewood           | Vereinigte Staaten  | Bergen Performing Arts Center      |                              |
| 66                                    | 17. Juli 2012       | Lewiston            | Vereinigte Staaten  | Artpark Repertory Theatre          |                              |
| 67                                    | 18. Juli 2012       | Bethlehem           | Vereinigte Staaten  | Sands Bethlehem Event Center       |                              |
| 68                                    | 20. Juli 2012       | Upper Darby         | Vereinigte Staaten  | Tower Theatre                      |                              |
| 69                                    | 21. Juli 2012       | Boston              | Vereinigte Staaten  | Bank of America Pavilion           |                              |
| 70                                    | 22. Juli 2012       | Morristown          | Vereinigte Staaten  | Mayo Performing Arts Center        |                              |
| 71                                    | 24. Juli 2012       | Munhall             | Vereinigte Staaten  | Carnegie Library Music Hall        |                              |
| 72                                    | 25. Juli 2012       | Raleigh             | Vereinigte Staaten  | Raleigh Amphitheater               |                              |
| 73                                    | 27. Juli 2012       | Boca Raton          | Vereinigte Staaten  | Mizner Park Amphitheatre           |                              |
| 74                                    | 28. Juli 2012       | St. Augustine       | Vereinigte Staaten  | St. Augustine Amphitheatre         |                              |
| 75                                    | 29. Juli 2012       | Clearwater          | Vereinigte Staaten  | Ruth Eckerd Hall                   |                              |
| 76                                    | 31. Juli 2012       | Alpharetta          | Vereinigte Staaten  | Verizon Wireless Amphitheatre      |                              |
| 77                                    | 2. August 2012      | North Myrtle Beach  | Vereinigte Staaten  | House of Blues                     |                              |
| 78                                    | 3. August 2012      | Portsmouth          | Vereinigte Staaten  | nTelos Pavilion                    |                              |
| 79                                    | 4. August 2012      | Washington, D.C.    | Vereinigte Staaten  | Warner Theatre                     |                              |
| 80                                    | 6. August 2012      | Clarkston           | Vereinigte Staaten  | DTE Energy Music Theatre           |                              |
| 81                                    | 7. August 2012      | Rosemont            | Vereinigte Staaten  | Akoo Theatre                       |                              |
| 82                                    | 9. August 2012      | Denver              | Vereinigte Staaten  | Paramount Theatre                  |                              |
| 83                                    | 10. August 2012     | Salt Lake City      | Vereinigte Staaten  | The Complex                        |                              |
| 84                                    | 12. August 2012     | Snoqualmie          | Vereinigte Staaten  | Casino Events Center               |                              |
| 85                                    | 14. August 2012     | San Jose            | Vereinigte Staaten  | Civic Auditorium                   |                              |
| 86                                    | 15. August 2012     | Universal City      | Vereinigte Staaten  | Gibson Amphitheatre                |                              |
| 87                                    | 17. August 2012     | Scottsdale          | Vereinigte Staaten  | Talking Stick Resort Ballroom      |                              |
| 88                                    | 18. August 2012     | San Diego           | Vereinigte Staaten  | Humphrey’s Concerts by the Bay     |                              |
| 89                                    | 19. August 2012     | Paradise            | Vereinigte Staaten  | Pearl Concert Theater              |                              |
| 90                                    | 21. August 2012     | Mexiko-Stadt        | Mexiko              | Pepsi Center WTC                   |                              |

## Band
- Benoît David: Gesang, Gitarre (Juli – Dezember 2011)
- Jon Davison: Gesang, Gitarre, Percussion (April – August 2012)
- Geoff Downes: Keyboards
- Steve Howe: Gitarre, Pedal-Steel-Gitarre, Hintergrundgesang
- Chris Squire: Bass, Hintergrundgesang, Mundharmonika
- Alan White: Schlagzeug, Percussion